# Dunazug-hegység
Dunazug-hegység är en bergskedja i Ungern. Den ligger i den nordvästra delen av landet, 30 km väster om huvudstaden Budapest.
Dunazug-hegység sträcker sig 10,1 km i öst-västlig riktning. Den högsta toppen är Nyakas-tető, 319 meter över havet.
Topografiskt ingår följande toppar i Dunazug-hegység:
- Kakukk-hegy
- Nyakas-tető
- Szamár-hegy
- Zsámbéki-hegy
- Örsi-hegy